# Hedyotis hirta
Hedyotis hirta är en måreväxtart som beskrevs av Henry Nicholas Ridley. Hedyotis hirta ingår i släktet Hedyotis och familjen måreväxter.
Artens utbredningsområde är Thailand. Inga underarter finns listade i Catalogue of Life.